# Zbigniew Kupiec
Zbigniew Kupiec (ur. 5 stycznia 1905 w Krakowie, zm. 10 grudnia 1990 w Krakowie) – polski architekt.

## Życiorys

### Kraków – Lwów, 1905–1932
Urodził się w rodzinie nauczycielskiej, był synem Wojciecha i Marii. Miał trzech braci i trzy siostry. Był absolwentem VIII Państwowego Gimnazjum im. Króla Kazimierza Wielkiego we Lwowie (1923) oraz studentem Wydziału Architektury Politechniki Lwowskiej w latach 1923–1932. Studiował m.in. u profesorów: Kazimierza Bartla, Stefan Bryły, Władysława Klimczaka, Witolda Minkiewicza i Jana Sas-Zubrzyckiego. 19 marca 1932 obronił dyplom na temat: Sanatorium wypoczynkowe dla gruźliczych. Promotorem dyplomu był profesor Witold Minkiewicz.

### Gdynia, 1932–1939
Po dyplomie, w marcu 1932, wyjechał do Gdyni. W 1932 wstąpił do SARP. W 1933 otworzył biuro architektoniczne, którego od 1935 wspólnikiem został Tadeusz Kossak i od tego momentu biuro nosiło nazwę: Zbigniew Kupiec i Tadeusz Kossak inżynierowie architekci S.A.R.P. Równolegle, poczynając od 1932 do wojny, współpracował z architektem Stanisławem Ziołowskim. Od 1934 uczył rysunku w Pomorskiej Szkole Sztuk Plastycznych. W 1935 zdał egzamin państwowy na uprawnienia projektowe i ożenił się z Michaliną Korzeniak. W 1936 na świat przyszła pierwsza córka, Krystyna. Od 1937 był członkiem Komisji Budowlanej w Gdyni. W 1938 odbył podróż studialną do krajów skandynawskich. We wrześniu 1939 biuro zostało zamknięte, Zbigniew Kupiec został przez Niemców wysiedlony z Gdyni, a majątek osobisty i firmowy skonfiskowany. Po wojnie do Gdyni na stałe nie powrócił, przyjeżdżając jedynie z okazji realizacji Kościoła o.o. Franciszkanów. Do Gdyni nie powrócili także jego współpracownicy. Tadeusz Kossak pracuje w Warszawie, a Stanisław Ziołowski został zamordowany w Katyniu.
W latach 1932–1939 architekt Zbigniew Kupiec był autorem i współautorem około 40 projektów budynków mieszkaniowych i użyteczności publicznej, jakie powstały w Gdyni. Realizację ostatniego projektu rozpoczęto 28 sierpnia 1939. Do jednego z najbardziej znanych projektów z tego okresu należy willa hrabiny Magdaleny Łosiowej przy ul. Korzeniowskiego 7 na Kamiennej Górze. Współautorem tego projektu był Tadeusz Kossak. Budynek ten został po raz pierwszy opublikowany w przedwojennym wydaniu „Architektury i Budownictwa” poświęconym Gdyni. Maria Sołtysik wskazuje, iż willa ta jest „pełną i najciekawszą realizacją funkcjonalizmu ekspresyjnego w architekturze willowej” oraz iż „jest przykładem eleganckiej estetyki o korzeniach bliskich francuskiej awangardzie”. Z kolei Wojciech Leśnikowski zauważa, iż budynek ten utrzymany jest w stylistyce, jaką zakreślił Ludwig Mies van der Rohe w projekcie Tugendhat House w Brnie.
Szereg z modernistycznych projektów zrealizowanych w Gdyni autorstwa Zbigniewa Kupca wpisanych jest do rejestru zabytków Województwa pomorskiego, wymienić tu można:
- Kamienica Krenskich przy ul. Świętojańskiej 55 róg Żwirki i Wigury,
- kamienicę narożną Orłowskich z domem towarowym „Bon Marche” przy ul. Świętojańskiej 68 róg Żwirki i Wigury,
- kamienicę pierzejową profesora Adama Jurkowskiego przy Skwerze Kościuszki 16,
- wille dwurodzinną Czesława Antkowiaka i Jerzego Parulskiego na Kamiennej Górze przy ul. Korzeniowskiego 25, 25a,
- willę Mariana Piotrowskiego na Kamiennej Górze przy ul. Sieroszewskiego 1a,

W 1936 Zbigniew Kupiec rozpoczął pierwsze prace projektowe nad kościołem i klasztorem o.o. Franciszkanów, które po wielu perypetiach ostatecznie zakończyły się w 1974.
Największym przedwojennym projektem Zbigniewa Kupca był projekt Szpitala Powszechnego dla Gdyni wraz z Instytutem Chorób Tropikalnych. Szpital ten był projektowany na 680 łóżek i miał kubaturę 130 000 m³. Realizację tego zamierzenia, rozpoczętego w 1938, przerwał na zawsze wybuch II wojny światowej. Współautorem tego projektu był Stanisław Ziołowski. Ten sam zespół autorski zaprojektował także w 1939 niezrealizowaną siedzibę Banku Cukrownictwa w Gdyni. Jedną z ostatnich realizacji przedwojennych jest kamienica dla spółki Pantarei przy ul. Abrahama 37 w Gdyni. Budynek ten jest klasycznym przykładem nurtu luksusowego w modernistycznej architekturze gdyńskiej. Wartość tego obiektu wynika z faktu, iż zachował się on do dziś w prawie niezmienionym kształcie, dzięki czemu możemy podziwiać kunszt projektowy i wykonawczy, którego ten budynek jest wzorcem.
W okresie międzywojennym w Gdyni Zbigniew Kupiec był laureatem kilku konkursów architektonicznych:
- na projekt osiedla Armatorów w Gdyni. 1939 rok, współautor Tadeusz Kossak, I Nagroda – niezrealizowany,
- na projekt straży pożarnej w Gdyni. 1939 rok, współautor Tadeusz Kossak, I Nagroda – niezrealizowany,
- na projekt Zespołu Budowli Miejskich Zakładów Komunikacyjnych w Gdyni. 1938 rok, I Nagroda – zrealizowany.

Dla wszystkich zrealizowanych projektów obliczenia statyczne, kontrolę kosztów budowy i bezpośredni nadzór nad wykonawstwem osobiście sprawował Zbigniew Kupiec.

### Kraków, 1940–1946
Do połowy 1940 roku podejmował prace dorywcze. W latach 1940–1944 pracował w Urzędzie Budowlanym przy Dystrykcie w Krakowie (Bauamt). W 1944 przyszła na świat jego druga córka, Danuta. Od stycznia 1945 do lutego 1947 pełni obowiązki kierownika Oddziału dla Odbudowy Miast i Wsi w Urzędzie Wojewódzkim w Krakowie. W 1945 został wiceprezesem oddziału krakowskiego SARP.
Po blisko rocznym okresie bezrobocia, rozpoczął pracę nad realizacją projektu osiedla mieszkaniowego przy ul. Królewskiej w Krakowie (Siedlung Reichstrasse) (1940–1946). Projekt ten był sygnałem zmiany stylistycznej w dotychczasowej twórczości Zbigniewa Kupca, której ukoronowaniem była realizacja od 1951 Domu Turysty w Zakopanem. Zmiana ta polegała na odejściu od stylistyki modernistycznej na rzecz architektury bardziej tradycyjnej, przekształconej w ostatecznym efekcie w regionalizm. Już wcześniej, w okresie gdyńskim, powstały projekty w takiej stylistyce i należą do nich wille na Kamiennej Górze zaprojektowane dla Stanisława Darskiego przy ul. Mickiewicza 36 i Napoleona Korzona przy ul. Korzeniowskiego 14. Różnica jednak polegała na odwróceniu proporcji w ilości projektów modernistycznych w stosunku do tych umownie nazywanych regionalnymi. Zespół mieszkaniowy przy ul. Królewskiej w Krakowie liczy ok. 260 000 m³ kubatury i zaprojektowany został przy współpracy Zbigniewa Olszakowskiego i Tadeusza Futasewicza. Zespół ten był największą realizacją w zakresie budownictwa mieszkaniowego powstałą w czasie II wojny światowej w Krakowie. Jego architektura ściśle związana jest z założeniem urbanistycznym nietypowym w skali Krakowa. Założenie to odchodzi od schematu zabudowy blokowej poprzez stworzenie dużych, otwartych w kierunku głównej ulicy zielonych dziedzińców, pod którymi ukryto schrony. Z okresu wojny pochodzą też projekty studialne Kamienicy Bonerowskiej przy Rynku Głównym 9 i model Starego Miasta w Krakowie wykonany w skali 1:400 dla potrzeb ewentualnej odbudowy.
Kontynuację wskazanych zmian stylistycznych można zaobserwować m.in. w projektach: Szkoły w Raciborowicach (1946), Gimnazjum i Liceum w Proszowicach (1946) czy też budynku parafii w Lubniu (1946). Na podstawie projektów Zbigniewa Kupca odbudowano też wsie Lipniki i Lubień. W 1946 rozpoczął prace przy odbudowie Opactwa Benedyktynów w Tyńcu i kierował tymi pracami do 1954.

### Wrocław, 1947–1953
W styczniu 1947 został profesorem kontraktowym na Wydziale Architektury Politechniki Wrocławskiej. W 1950 został nominowany na profesora nadzwyczajnego Architektury II Wydziału Architektury Politechniki Wrocławskiej. W latach 1950–1951 i 1951–1952 pełnił funkcję dziekana Wydziału Architektury Politechniki Wrocławskiej. W latach 1953–1954 był członkiem Głównej Komisji Rewizyjnej Stowarzyszenie Architektów Polskich.
Zmiany stylistyczne zapoczątkowane w 1940 były kontynuowane także w okresie „wrocławskim”. Z tego okresu pochodzą projekty kościołów w: Zaborowie (1948), Gromniku (1948, niezrealizowany) i w Górze Ropczyckiej (1950). W tym nurcie stylistycznym utrzymany jest też nagrodzony w konkursie projekt typowej zagrody rolniczej dla Dolnego Śląska (współautor Kazimierz Ciechanowski). Powrotem do stylistyki modernistycznej był projekt i realizacja Fabryki Armatur w Krakowie Łagiewnikach (1950). Budynek ten powstał w oparciu o patent, którego autorami byli inż. Zbigniew Kupiec i inż. Stanisław Detko. Poznany w czasie wojny i pracy w „Bauamcie” Tadeusz Brzoza, młodszy o dekadę absolwent Politechniki Lwowskiej, późniejszy profesor Politechniki Wrocławskiej, został partnerem projektowym Zbigniewa Kupca. Ta nieformalna spółka wygrywa w 1950 konkurs na projekt placu Grunwaldzkiego we Wrocławiu, a następnie wygrała konkurs i realizowała budynki Wydziału Elektrycznego i Lotniczego Politechniki Wrocławskiej (1950) – Zespół budynków Politechniki Wrocławskiej D1 i D2. Ukoronowaniem tej współpracy było zwycięstwo w konkursie na projekt Domu Turysty w Zakopanem. Realizacja tego projektu ugruntowała pozycję Zbigniewa Kupca jako czołowego przedstawiciela regionalizmu w architekturze polskiej. Budynek ten był wielokrotnie publikowany i prezentowany jako przykład architektury regionalnej, łączącej w sposób unikatowy funkcję dużego budynku użyteczności publicznej z formami architektury regionalnej. Realizacja ta jest zarazem zamknięciem „regionalnego” okresu w twórczości Zbigniewa Kupca, trwającego od 1940.

### Kraków, 1954–1990
1 lutego 1954 został kierownikiem Katedry Projektowania Budynków Społeczno Mieszkalnych Wydziału Architektury Politechniki Krakowskiej. W latach 1957–1959 był prorektorem ds. nauki tej politechniki. W 1962 został kierownikiem Katedry Projektowania Budynków Użyteczności Publicznej, a w 1970 kierownikiem Zakładu Projektowania Budynków Użyteczności Publicznej w Instytucie Projektowania Architektonicznego. W 1975 przeszedł na emeryturę, a w 1979 otrzymał status architekta twórcy. Zmarł w Krakowie 10 grudnia 1990. Za osiągnięcia w pracy zawodowej odznaczony został m.in. Krzyżem Kawalerskim Orderu Odrodzenia Polski i Medalem Komisji Edukacji Narodowej.
Ostatni okres twórczości, przypadający na lata spędzone w Krakowie, to powrót do form architektury modernistycznej. Okres ten cechuje także przewaga projektów koncepcyjnych nad realizacyjnymi. Źródła stylistyczne tej fazy twórczości Zbigniewa Kupca można odnaleźć w jednym z projektów z okresu gdyńskiego: willi Mariana Piotrowskiego na Kamiennej Górze w Gdyni przy ul. Sieroszewskiego 1a. Sztandarowymi przykładami tej nowej formalnie stylistyki są: kościoły franciszkanów (parafia św. Antoniego) w Jaśle (1957–1963) i Gdyni (1936–1974). Oba kościoły powstały w najbardziej niesprzyjającym dla architektury sakralnej okresie PRL-u i stąd ich długi okres realizacji. W realizacjach kościołów można odnaleźć wszystkie charakterystyczne dla projektów Zbigniewa Kupca cechy stylistyczne, do których zaliczyć można: asymetryczność kompozycji, wyważone proporcje poszczególnych części składowych budynku, zastosowanie naturalnych materiałów i kolorów, umiejętne uchwycenie „genius loci” poprzez właściwą skalę w stosunku do funkcji i otoczenia, pieczołowite opracowanie detalu oraz syntezę sztuki poprzez współpracę z innymi artystami, np. nad elementami rzeźbiarskimi i malarskimi. Ponadto w okresie „krakowskim” powstał szereg projektów konkursowych. Część z nich została nagrodzona lub wyróżniona, m.in.: kościoła parafialny Chrystusa Króla w Gdyni (1957, z T. Brzozą), klinika uniwersytecka w Prokocimiu (1961, z W. Gruszczyńskim i S. Murczyńskim), bar szybkiej obsługi wraz koncepcją urbanistyczną ulicy Rajskiej i Heweliusza w Gdańsku (1963, z Tadeuszem Brzozą), dworzec PKS we Wrocławiu (1965, z W. Bulińskim, R. Loeglerem), Teatr Muzyczny w Krakowie (1972, z M. Piotrowskim, D. Hyłową). Koniec lat 70. przyniósł także niezrealizowane projekty Domu Kultury w Żegocinie i Domu Nauczyciela w Tarnowie (1977, z M. Piotrowskim, D. Hyłową). Ostatnie dwa zrealizowane projekty Zbigniewa Kupca to Dom dla Sierot w Żmiącej (1989) i kaplica w Ujsołach (1990). Stylistycznie projekty te są ponownym zwrotem w kierunku architektury regionalnej.

## Od funkcjonalizmu do regionalizmu
W czasie całej swej 58-letniej pracy twórczej Zbigniew Kupiec zaprojektował blisko 80 budynków, z których około 60 zrealizował. 2/3 z tych zrealizowanych budynków powstało w Gdyni w latach 1933–1939. Twórczość architektoniczna Zbigniewa Kupca pokazuje ewolucję stylistyczną od funkcjonalizmu do regionalizmu. Pokazuje drogę, jaką przebyła architektura w Europie Środkowej, której historia w XX wieku była zasadniczo odmienna od historii Europy Zachodniej i Stanów Zjednoczonych. Architektura ta była stylistycznie inna, bo poddana była innym wpływom i wyrażała inne idee. Architektura ta powstawała w kraju, który odzyskał niepodległość, a następnie poddany został kolejno oddziaływaniu dwóch totalitaryzmów. Proste wskazanie ewolucji stylistycznej od funkcjonalizmu do regionalizmu jest czynione bardziej z potrzeby wynikającej z metodologii historii sztuki, niż z rzeczywistej złożoności problemów, do których ta prosta klasyfikacja nie przystaje. W każdym okresie twórczości Zbigniewa Kupca powstawały projekty zróżnicowane stylistycznie, przesunięte zaś były jedynie akcenty i proporcje, w jakich występowały. Skrajnie modernistyczna Willa Hrabiny Łosiowej na Kamiennej Górze w Gdyni, biała, horyzontalna, kubistyczna, powstawała w tym samym czasie i miejscu co mocniej osadzony w historii dom Stanisława Darskiego, przykryty ostrym spadzistym dachem i kryty czerwoną dachówką. Z kolei w okresie, w którym przeważała stylistyka regionalizmu, z jej sztandarowym projektem, jakim jest Dom Turysty w Zakopanem, powstaje modernistyczna w wyrazie Fabryka Armatur w Łagiewnikach.
Zbigniew Kupiec, wynalazca opatentowanych ram prefabrykowanych, był równocześnie romantycznym kreatorem odbudowy Opactwa Tynieckiego. Kiedy patrzymy na wykonywane przez niego szkice domów i kościołów, widzimy szkołę geometrii wykreślnej otrzymaną od profesora Kazimierza Bartla. Kiedy uświadomimy sobie, iż do wszystkich gdyńskich projektów Zbigniew Kupiec sam przygotował obliczenia statyczne, to w biegłości tej zobaczyć możemy szkołę profesora Stefana Bryły, wybitnego konstruktora, autora pierwszych polskich wieżowców. Widząc wyczulenie na regionalne piękno i wyczucie proporcji, dostrzegamy szkołę profesora Władysława Klimczaka. Gdy zaś spojrzymy na racjonalne piękno jego budynków, zobaczyć możemy szkołę profesora Witolda Minkiewicza, by w końcu w łatwości, z jaką poruszał się w stylistyce różnych epok i historii architektury polskiej, ujrzeć szkołę, jaką odebrał od profesora dr. Jana Sas-Zubrzyckiego. W całej twórczości Zbigniewa Kupca widoczny jest wyraźny wpływ, jaki wywarła na niego edukacja na Wydziale Architektury Politechniki Lwowskiej, przywołana poprzez postaci powyżej wymienionych jej profesorów. Przebyta droga zawodowa i życiowa – od Krakowa do Krakowa – przez Lwów, Gdynię i Wrocław była istotną lekcją, pozwalająca mu być człowiekiem renesansowym. Ta renesansowość i ciekawość świata charakteryzuje też jego twórczość architektoniczną i jest jej podstawową cechą. Wszystko dalsze jest już tylko tego konsekwencją powodującą, iż twórczość ta jest oryginalna i nowatorska, a równocześnie spójna i rozpoznawalna.
„W szkoleniu w dziedzinie projektowania architektonicznego szczególnie ważnym jest rozwinięcie zdolności rozumienia wszystkich tych współczesnych zjawisk, które wpływają na rozwój architektury i w nich szukania podniet i oparcia w pomysłach twórczych”. „Niedostateczne uwzględnienie w praktyce projektowej wyników takich dyscyplin naukowych jak psychologia, socjologia, biologia, medycyna, estetyka i filozofia prowadzi w rezultacie do dehumanizacji architektury”. „W szkoleniu projektodawcy należałoby podkreślić rolę rozwoju intuicji. Jasne jest, iż narastanie wiedzy ogranicza rolę intuicji. Intuicja nigdy nie będzie wyparta przez wiedzę”.